# 奧爾尼 (堪薩斯州)
奧爾尼（英語：Olney）是位於美國堪薩斯州拉什縣的一個鬼鎮。

## 歷史
奧爾尼的郵政局於1874年設立，直到1888年結束營運。

## 地理
奧爾尼所處的海拔為高於海平面595米（即1952英呎），而該地所採用的時區為UTC-6，即北美中部時區（CST）。同時該地設有夏令時間，為UTC-6調快一小時，即UTC-5（CDT）。